# Raja Ka Rampur
Raja Ka Rampur es un pueblo y municipio situado en el  distrito de Etah en el estado de Uttar Pradesh (India). Su población es de 11644 habitantes (2011). 

## Demografía
Según el  censo de 2011 la población de Raja Ka Rampur era de 11644 habitantes, de los cuales el 53% eran hombres y 47% eran mujeres. Raja Ka Rampur tiene una tasa media de alfabetización del 52%, inferior a la media nacional del 59,5%: la alfabetización masculina es del 60%, y la alfabetización femenina del 44%.